# Người Chara
Người Chara, còn được gọi là người Tsara là một dân tộc của Ethiopia sống ở cao nguyên Kaffa.
Ba ngôi làng chính của họ là Geba a meša, Buna Anta và Kumba, Ethiopia và họ thực hành nông nghiệp tự cung tự cấp và tuân theo Cơ đốc giáo Chính thống với các tập tục bộ lạc. Người Chara nói tiếng Chara của riêng họ, một thành viên của ngữ tộc Omo. Dân số người Chara đã bị giảm mạnh do chế độ nô lệ và chiến tranh và ước tính vào khoảng từ 16.500 đến 6.984 người (điều tra dân số năm 1994).